# إميليا بيرنال
إميليا بيرنال هي كاتِبة وشاعرة كوبية، ولدت في 8 مايو 1884 في Nuevitas ‏ في كوبا، وتوفيت في 20 ديسمبر 1964 في واشنطن العاصمة في الولايات المتحدة.